# Alberic de Spoleto
Alberic de Spoleto fou marcgravi de Camerino i duc de Spoleto. Va aconseguir el poder el 898 després d'assassinat al marcgravi i duc Guiu IV de Spoleto a finals del 897.
És esmentat com a patge de Guiu IV a la batalla de Trèbia el 889. Probablement va rebre el feu del comtat de Fermo. Va teixir aliances que li van permetre ser proclamat duc després d'assassinar al seu senyor el 897. El rei d'Itàlia, Berenguer de Friül el va reconèixer el 888. Alberic va combatre junt amb el rei contra els hongaresos que havien envaït Itàlia (899-900).
Alberic es va aliar al seu veí Adalbert II de Toscana contra el Papa Sergi III i van bloquejar la via fins a Roma per impedir que Berenguer anés a Roma i fos coronat emperador (906-907). Va forjar també una aliança estreta amb la família dels Crescentii de Roma, i es va casar amb Maròzia, filla de Teofilacte I comte de Túsculum i Teodora, i va rebre el títol de Patrici dels romans (Patricius romanorum). Tot i que mai no fou comte de Túsculum, se l'anomena a Túsculum com Alberic I.
Fou un dels caps de la Lliga cristiana que va combatre els sarraïns el juny del 915 a Garigliano i va aconseguir una victòria decisiva. Formaven la lliga el Papa Joan X, Alberic de Camerino i Spoleto, Teofilacte de Túsculum, Adalbert II de Toscana, els romans d'Orient (Nicolas Picingli, catepà de Bari), Guaimar II de Salern, Landulf I de Benevent, Atenulf II de Càpua, Joan I i Docibilis II de Gaeta, i Gregori IV i Joan II de Nàpols. Després de la batalla Alberic I va rebre el títol de cònsol dels romans. Apareix per darrer cop al Liber largitorius de l'abadia de Farfa el 917.
Fou assassinat a Orte després de fugir de Roma (vers 924). Fou el pare d'Alberic II de Túsculum.